# Aqraba
Aqraba est une ville de Palestine situé en Cisjordanie dans le gouvernorat de Naplouse.
D'après le bureau palestinien de statistiques, sa population était de 8 180 habitants en 2007.